# Il ragazzo ha visto l'assassino e deve morire
Il ragazzo ha visto l'assassino e deve morire è un film del 1970 diretto da John Hough e tratto dal romanzo Eyewitness di Mark Hebden.

## Trama
Il piccolo Ziggy è testimone involontario di un delitto ma, essendo conosciuto per la sua fervida immaginazione, nessuno gli crede quando lo racconta. Intanto i due assassini sono più che mai decisi a metterlo a tacere.

## Location
Il film è stato girato sull'isola di Malta.